# Picaflors de Borneo
El picaflors de Borneo (Dicaeum monticolum) és un ocell de la família dels diceids (Dicaeidae).

## Hàbitat i distribució
Habita bosc molt humid al nord de Borneo.